# Antas da Serra do Alvão
As Antas da Serra do Alvão são um conjunto de dolmens localizadas numa planície junto ao Rio Torno, nas proximidades de Lixa do Alvão, no município de Vila Pouca de Aguiar.
As Antas da Serra do Alvão estão classificadas como Monumento Nacional desde 1910,
Escavada ainda no final do século XIX pelos sacerdotes e grandes estudiosos da região de Vila Pouca de Aguiar, José Rafael Rodrigues e José Brenha, esta necrópole megalítica seria originalmente constituída por um conjunto de dez monumentos, cinco dos quais foram destruídos, muito provavelmente na sequência dos trabalhos agrícolas desenvolvidos ao longo dos tempos nos terrenos particularmente férteis onde se encontram implantados, assim como das constantes violações às quais foi sujeita parte substancial dos exemplares arqueológicos desta região transmontana e, muito especialmente, os exemplares desta tipologia arqueológica.

## Descrição
Também conhecida por Chã das Arcas, a primeira anta deste conjunto apresenta uma mamoa - tumulus - edificada com terra e pedra miúda, cujas dimensões a transformam num dos monumentos megalíticos mais impressionantes do concelho. Consegue ainda manter in situ três dos grandes esteios graníticos que comporiam originalmente a câmara sepulcral, bem como a correspondente pedra da cabeceira, à semelhança, aliás, da segunda anta (exceptuando o último elemento pétreo), apartada daquela por cerca de vinte metros para Ocidente.
Quanto ao terceiro exemplar desta necrópole megalítica, parece ser apenas possível percepcionar a mamoa primitiva, de cuja câmara sepulcral não se identificaram ainda quaisquer elementos estruturais, o mesmo sucedendo, ademais, com o quarto espécime, identificado pela cota mais elevada do terreno.
Finalmente, o quinto monumento deste conjunto funerário parece ser aquele que se encontra em melhores condições de conservação, apresentando, quer três dos blocos que formariam de início a câmara sepulcral, quer múltiplos vestígios do corredor que atingiria um comprimento de aproximadamente dois metros e uma largura de metro e meio.
Quanto aos artefactos recolhidos no local, dever-se-á relembrar que o conhecido espólio do Alvão, composto de várias dezenas de placas gravadas, fragmentos cerâmicos, machados executados em pedra, pontas de seta e contas de colar, entre outros elementos, procede, precisamente, deste arqueossítio, a revelar, no fundo, a sua relevância para um melhor entendimento deste período do Noroeste peninsular.